# Trefl Sopot
Trefl Sopot – polski klub koszykarski z siedzibą w Sopocie, założony w 1995 roku. Od 1999 roku drużyna występowała pod nazwą Prokom Trefl Sopot. Przed rozgrywkami 2009/2010 zespół wrócił do historycznej nazwy Trefl Sopot. Na mocy podpisanej umowy pomiędzy Trefl Sportową SA a Treflem Sopot SA klub posiada prawo do powoływania się na tradycję wynikającej z działalności klubu pomiędzy 30 czerwca 1995 roku a 20 maja 2009 roku.
W maju 2025 roku koszykarze Energa Trefla 1LO Sopot sięgnęli po młodzieżowe mistrzostwo Polski U17.

## Hala
Od 2010 r. Trefl gra w Ergo Arenie, która została wybudowana za 346 mln zł i może pomieścić 15000 osób (11409 miejsc siedzących). 14 kwietnia 2012, podczas meczu PLK pomiędzy Treflem Sopot a Asseco Prokom Gdynia padł rekord frekwencji w ligowych rozgrywkach halowych w Polsce, który wynosi 10152 widzów. Wcześniej drużyna z Sopotu korzystała z Hali 100-lecia.

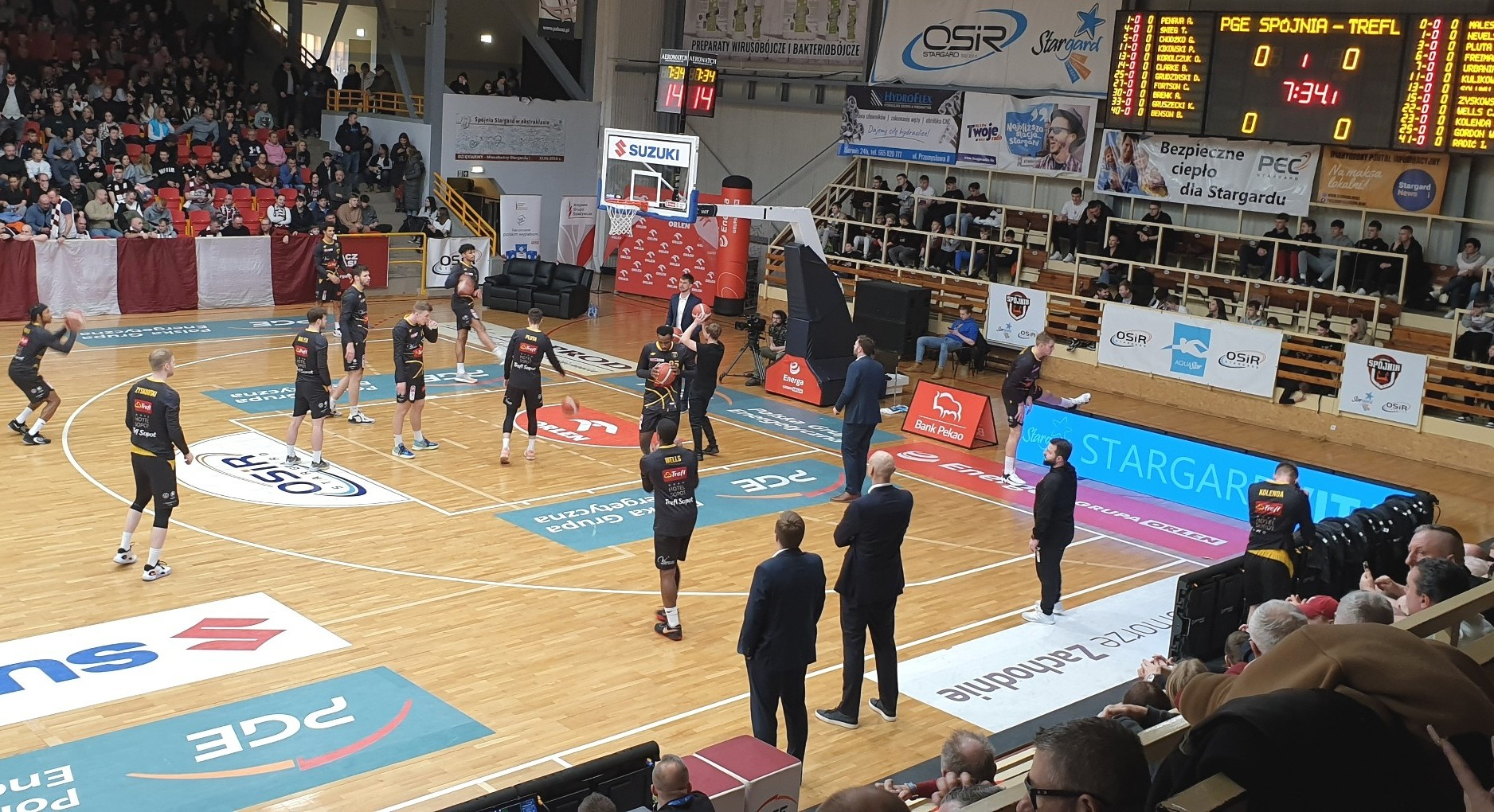
Stargard, 04.03.2023 Trefl Sopot

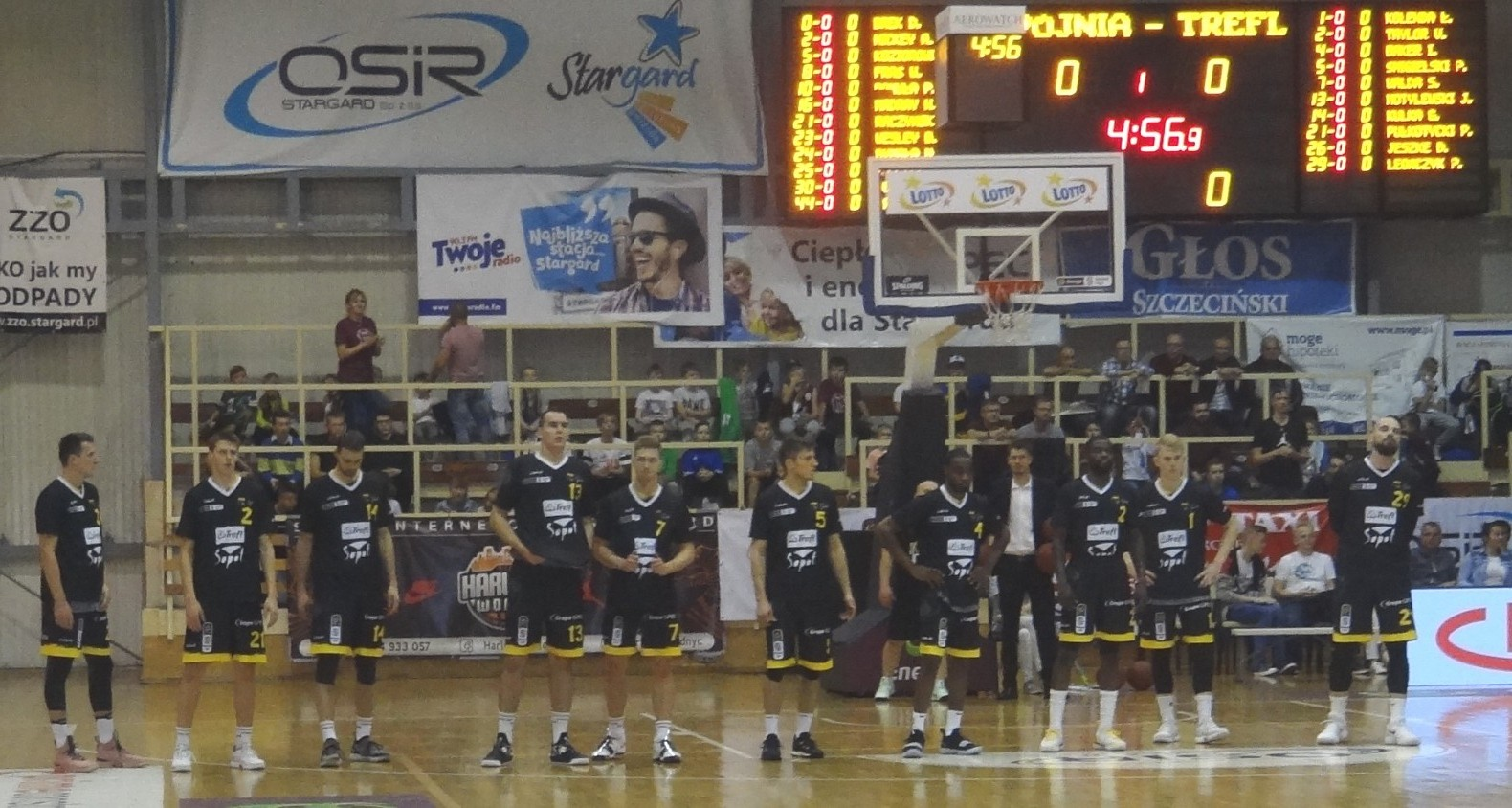
Stargard, 14.10.2018 r. Trefl Sopot

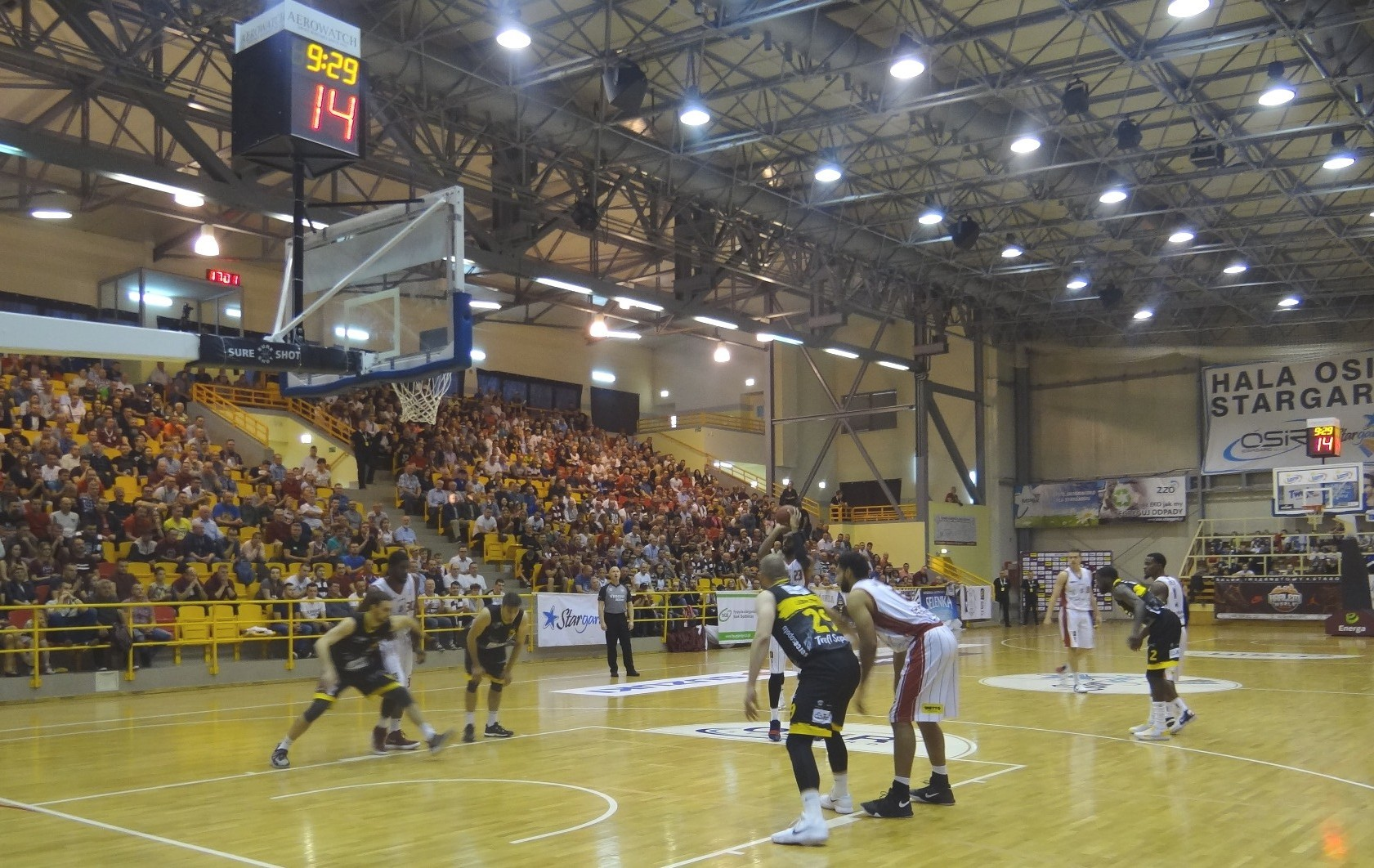
Stargard, 14.10.2018 r. Mecz Trefl Sopot - Spójnia Stargard

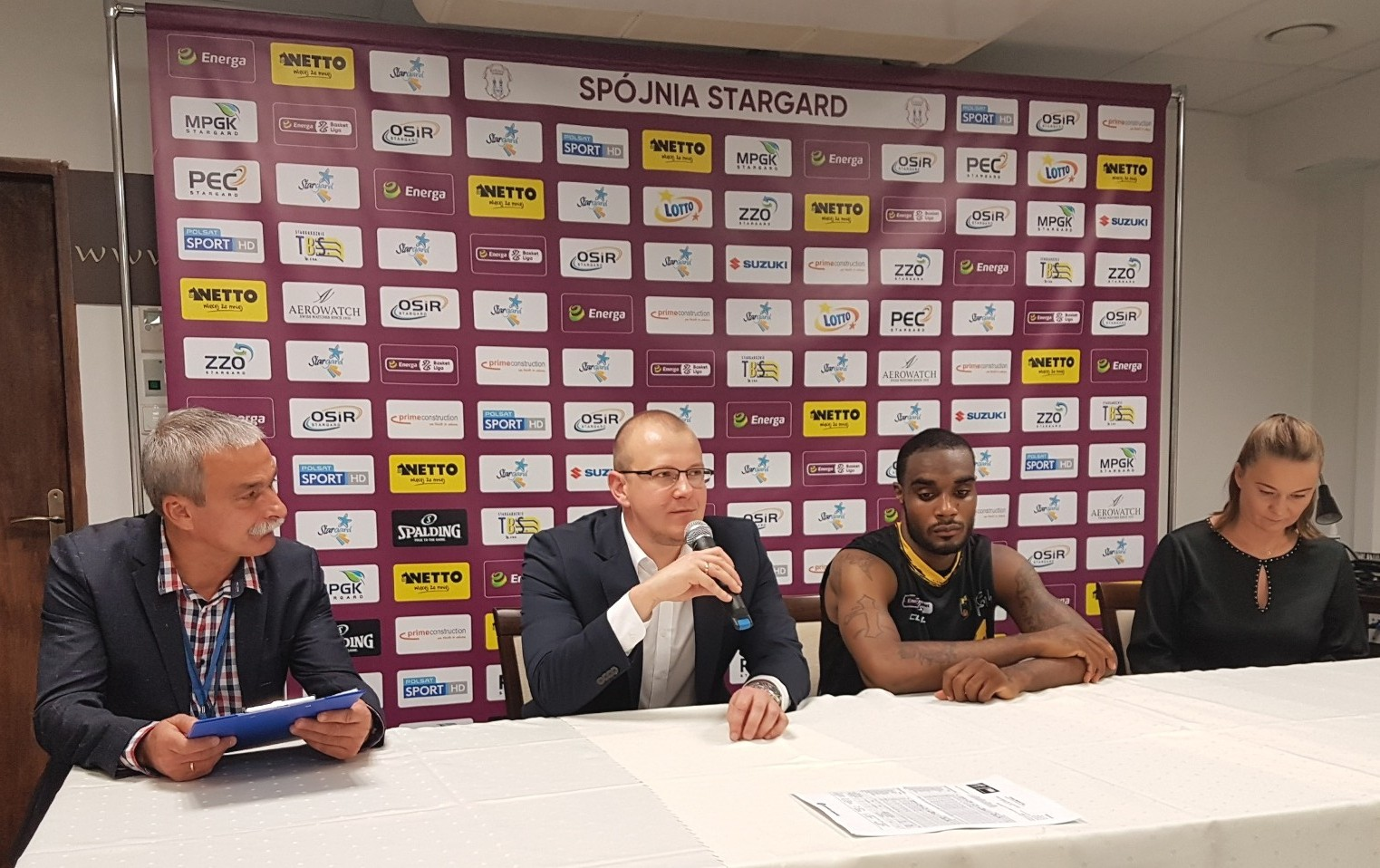
Stargard, 14.10.2018 r. Konferencja prasowa Trefla Sopot

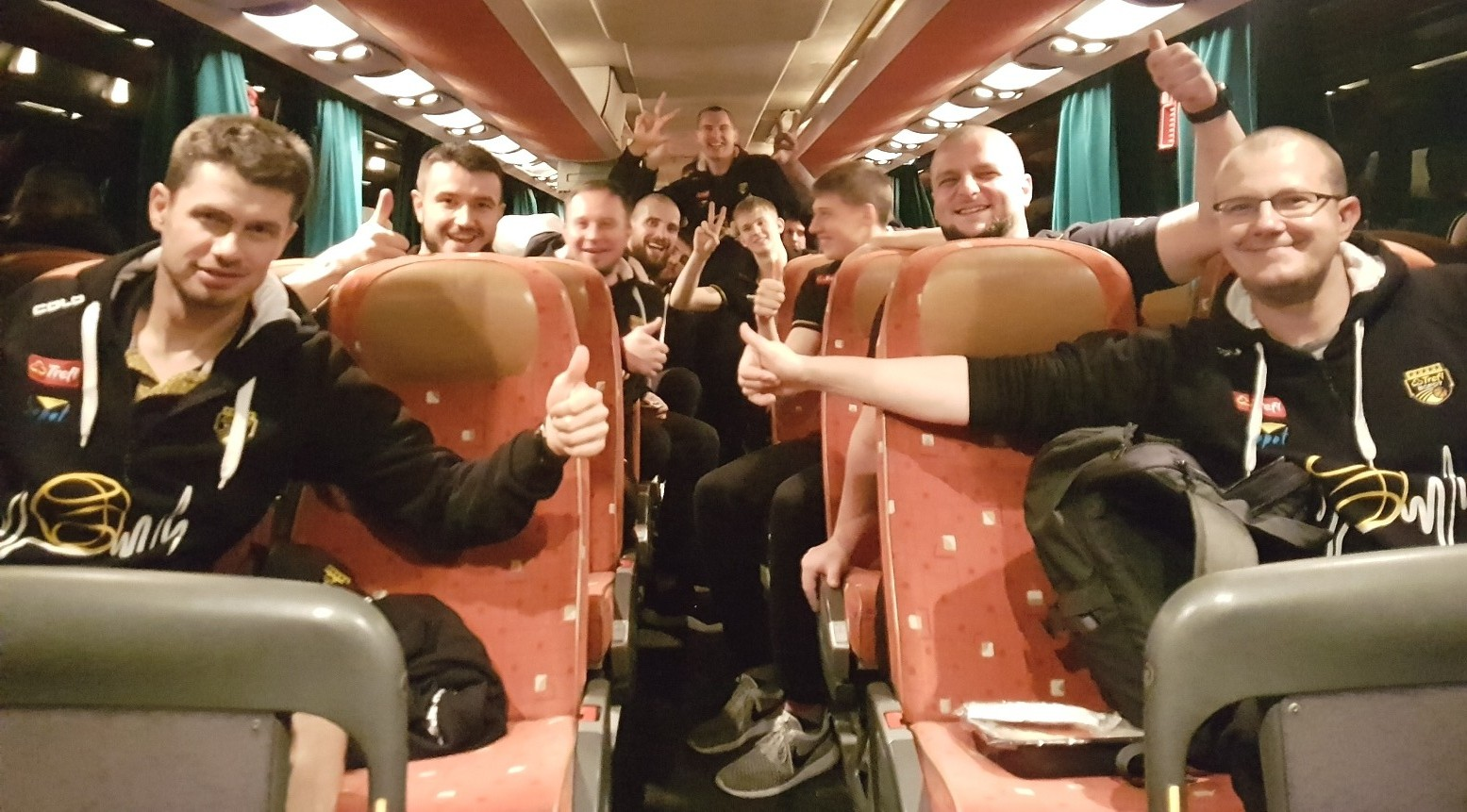
Stargard. Trefl Sopot po zwycięskim meczu (14.10.2018)

## Sponsorzy
Sponsorzy tytularni:
- Urząd Miasta Sopotu
- Trefl S.A.

Sponsorzy strategiczni:
- Port lotniczy Gdańsk im. Lecha Wałęsy

Sponsorzy złoci:
- Energa Grupa Orlen

## Osiągnięcia
Krajowe
- Mistrzostwa Polski:
  -  Mistrz Polski (6x): 2004, 2005, 2006, 2007, 2008, 2024(inne języki)
  -  Wicemistrz Polski (3x): 2002, 2003, 2012
  -  Brązowy medalista (3x): 2001, 2014, 2025
- Puchar Polski
  -  Zwycięzca (7x): 2000, 2001, 2006, 2008, 2012, 2013, 2023
- Superpuchar Polski
  -  Zwycięzca (3x): 2001, 2012, 2013

Międzynarodowe
- Euroliga:
  - TOP 16 (1/8 finału): 2004, 2006
- FIBA Europe Cup:
  - TOP 16 (1/8 finału): 2021
- Puchar Koracia:
  - TOP 8 (1/4 finału): 2001, 2002
- FIBA EuroCup Challenge:
  - FINAŁ: 2003

## Wyniki sezon po sezonie
| Sezon regularny        | Sezon regularny        | Sezon regularny | Sezon regularny | Sezon regularny | Play-off                           | Play-off                     | Play-off                    |
| Sezon                  | Miejsce                | W               | P               | %               | Runda I                            | Półfinały                    | Finał / Brąz                |
| ---------------------- | ---------------------- | --------------- | --------------- | --------------- | ---------------------------------- | ---------------------------- | --------------------------- |
| 2009–10                | 4                      | 17              | 9               | 65,4            | Wygrana (Turów) 3–1                | Przegrana (Asseco) 0–3       |                             |
| 2010–11                | 3                      | 14              | 8               | 63,6            | Wygrana (Turów) 3–1                | Przegrana (Turów) 3–4        |                             |
| 2011–12                | 1                      | 19              | 5               | 79,2            | Wygrana (Śląsk) 3–2                | Wygrana (Turów) 3–4          | Przegrana (Asseco) 3–4      |
| 2012–13                | 4                      | 14              | 8               | 63,6            | Przegrana (AZS Koszalin) 1–3       |                              |                             |
| 2013–14                | 3                      | 16              | 6               | 72,7            | Wygrana (Czarni) 3–2               | Przegrana (Zielona Góra) 2–3 | Wygrana (Rosa) 2–1          |
| 2014–15                | 8                      | 14              | 16              | 46,7            | Przegrana (Turów) 0–3              |                              |                             |
| 2015–16                | 7                      | 19              | 15              | 55,9            |                                    |                              |                             |
| 2016–17                | 9                      | 18              | 14              | 56,3            |                                    |                              |                             |
| 2017–18                | 12                     | 11              | 21              | 34,4            |                                    |                              |                             |
| 2018–19                | 15                     | 7               | 23              | 23,3            |                                    |                              |                             |
| 2019–20                | 9                      | 11              | 11              | 50,0            | Sezon przerwany                    | Sezon przerwany              | Sezon przerwany             |
| 2020–21                | 5                      | 19              | 11              | 63,3            | Przegrana (Śląsk) 1–3              |                              |                             |
| 2021–22                | 7                      | 15              | 15              | 50,0            |                                    |                              |                             |
| 2022–23                | 7                      | 17              | 13              | 56,7            | Przegrana (Śląsk) 1–3              |                              |                             |
| 2023–24                | 2                      | 21              | 9               | 70,0            | Wygrana (MKS Dąbrowa Górnicza) 3–1 | Wygrana (Śląsk) 3–1          | Wygrana (King Szczecin) 4–3 |
| 2024–25                | 2                      | 10              | 6               | 62,5            | Wygrana (King Szczecin) 3–1        | Przegrana (Start Lublin) 2–3 | Wygrana (Anwil) 1–11        |
| Suma – sezon regularny | Suma – sezon regularny | 248             | 196             | 55,9            |                                    |                              |                             |
| Suma – play-off        | Suma – play-off        | 27              | 29              | 48,1            |                                    |                              |                             |

1Mecz o brązowy medal został wygrany przez Trefl Sopot na podstawie przewagi punktowej w dwumeczu.

## Aktualny skład - sezon 2025/2026
Stan na 20 sierpnia 2025 na podstawie. Trefl bierze udział w rozgrywkach FIBA Europe Cup
| Nr | Poz. | Nar.              | Nazwisko i imię    | Data urodzenia | Wzrost | Masa ciała |
| -- | ---- | ----------------- | ------------------ | -------------- | ------ | ---------- |
| 0  | G    | Stany Zjednoczone | Scruggs, Paul      | 1998-03-09     | 193 cm |            |
| 3  | SF   | Polska            | Kiejzik, Szymon    | 2006-02-28     | 193 cm |            |
| 6  | PF   | Polska            | Gurtatowski, Filip | 2004-07-20     | 203 cm |            |
| 7  | F    | Polska            | Nowicki, Szymon    | 2005-06-02     | 201 cm |            |
| 11 | PG   | Estonia           | Suurorg, Kasper    | 2002-05-27     | 197 cm |            |
| 12 | C    | Polska            | Witliński, Mikołaj | 1995-12-02     | 208 cm |            |
| 18 | G/F  | Stany Zjednoczone | Cowels, Raymond    | 1990-11-18     | 191 cm |            |
| 21 | C    | Polska            | Zapała, Szymon     | 2001-05-09     | 213 cm |            |
| 25 | C    | Polska            | Jęch, Maksymilian  | 2004-04-14     | 210 cm |            |
| 33 | F    | Stany Zjednoczone | Goins, Kenny       | 1996-09-11     | 201 cm |            |
| 44 | SG   | Stany Zjednoczone | Sampson, Brandon   | 1997-05-01     | 196 cm |            |
| 55 | PG   | Polska            | Schenk, Jakub      | 1994-07-29     | 184 cm |            |
| 91 | SG   | Polska            | Chac, Franciszek   | 2007-05-11     | 190 cm |            |

Trener:  Mikko Larkas
 Asystenci: Radosław Soja, Jakub Pendrakowski

1Aleksander Jęch został wypożyczony do 1 ligowej Spójni Stargard do końca sezonu 2025/26

## Kadra
Sztab szkoleniowy - stan na 20 sierpnia 2025 na podstawie.
- Mikko Larkas - trener
- Krzysztof Roszyk - II trener
- Jakub Pendrakowski - II trener
- Tobiasz Grzybczak - trener przygotowania motorycznego
- Natalia Sakaluk – fizjoterapeuta
- Aleksander Zarębski - fizjoterapeuta
- Kacper Polaczyk - kierownik drużyny

## Historyczne składy

### Sezon 2009/10
5 Jakub Kietliński,
6 Paweł Kowalczuk,
7 Cliff Hawkins,
9 Marcin Makander,
10 Marcin Stefański,
11 Jakub Załucki,
12 Daniel Wilkusz,
13 Gintaras Kadžiulis,
14 Saulius Kuzminskas,
15 Igor Trela,
21 Lawrence Kinnard,
23 Giorgi Cincadze,
24 Łukasz Ratajczak,
33 Paweł Malesa,
34 Michał Hlebowicki,
49 Iwo Kitzinger
Trener Kārlis Muižnieks

### Sezon 2010/11
Trefl zajął 4 miejsce w PLK i dotarł do półfinału Pucharu Polski.
Skład: 5 Kacper Stalicki,
6 Łukasz Jaśkiewicz,
7 Giedrius Gustas,
8 Filip Dylewicz,
9 Slobodan Ljubotina,
10 Marcin Stefański,
11 Paweł Kikowski,
12 Lawrence Kinnard,
13 Daniel Szymkiewicz,
14 Dragan Ceranić,
20 Lorinza Harrington,
21 Adam Waczyński,
33 Paweł Malesa
Trener Kārlis Muižnieks

### Sezon 2011/12
Trefl zajął 2 miejsce w PLK i wygrał Puchar Polski.
Skład: 4 John Turek,
5 Kacper Stalicki,
6 Vonteego Cummings,
8 Filip Dylewicz,
10 Marcin Stefański,
11 David Brembly,
12 Łukasz Wiśniewski,
13 Daniel Szymkiewicz,
14 Wojciech Fraś,
15 Łukasz Koszarek,
21 Adam Waczyński,
24 Jamelle Horne (odszedł w trakcie sezonu),
30 Jermaine Mallett (przyszedł w trakcie sezonu),
34 Chris Burgess (odszedł w trakcie sezonu),
34 Saulius Kuzminskas (przyszedł w trakcie sezonu)
Kapitan Filip Dylewicz
Trener Kārlis Muižnieks

### Sezon 2012/13
Trefl wystąpi w fazie grupowej Eurocup.
Skład: 5 Frank Turner, 
8 Filip Dylewicz,
9 Piotr Dąbrowski,
10 Marcin Stefański,
11 David Brembly,
12 Ronald Davis
15 Sime Spralja,
20 Mateusz Jarmakowicz,
21 Adam Waczyński,
23 Michał Michalak,
24 Przemysław Zamojski,
Maurice Acker, Kurt Looby
Kapitan Filip Dylewicz
Trener Žan Tabak

### Sezon 2013/14
Skład: 4 Paweł Dzierżak, 5 Krzysztof Roszyk, 6 Łukasz Jaśkiewicz, 9 Paweł Leończyk, 10 Marcin Stefański, 11 David Brembly, 13 Milan Majstorović, 15 Šarūnas Vasiliauskas, 21 Adam Waczyński, 23 Michał Michalak, 25 Yemi Gadri-Nicholson, 34 Lance Jeter
Kapitan: Marcin Stefański
Trener: Darius Maskoliunas

### Sezon 2014/15
Skład: Paweł Leończyk, Michał Michalak, Marcin Stefański, Sarunas Vasiliauskas, Tautvydas Lydeka, DeShawn Painter, Eimantas Bendzius, Marcin Dutkiewicz, Sławomir Sikora, Willie Kemp, Bojan Popović, Paweł Dzierżak, Grzegorz Kulka, Artur Włodarczyk, Jakub Koelner
Kapitan: Marcin Stefański
Trener: Darius Maskoliunas/ Mariusz Niedbalski, Krzysztof Roszyk

### Sezon 2015/16
Skład: Tyreek Duren, Anthony Ireland, Paweł Dzierżak, Piotr Śmigielski, Josip Bilinovac, Paweł Krefft, Marcin Dutkiewicz, Sławomir Sikora, Michał Kolenda, Grzegorz Kulka, Grzegorz Surmacz, Rafał Stefanik, Marcin Stefański, Ater Majok, Jakub Motylewski, Nenad Misanović
Kapitan: Marcin Stefański
Trener: Zoran Martić, Marcin Kloziński, Krzysztof Roszyk

### Sezon 2016/17
Skład: Filip Dylewicz, Anthony Ireland, Łukasz Kolenda, Jakub Karolak, Michał Kolenda, Grzegorz Kulka, Bartosz Majewski, Tyler Laser, Nikola Marković, Artur Mielczarek, Jakub Motylewski, Marcin Stefański, Piotr Śmigielski, Maciej Żmudzki, Paweł Dzierżak, Paweł Krefft, Pedja Stamenković
Kapitan: Marcin Stefański
Trener: Zoran Martić, Marcin Kloziński, Krzysztof Roszyk

### Skład 2017/18
Stan na 14 marca 2018 na podstawie.
| Nr | Poz. | Nar.              | Nazwisko i imię    | Data urodzenia | Wzrost | Masa ciała |
| -- | ---- | ----------------- | ------------------ | -------------- | ------ | ---------- |
| 00 | C    | Stany Zjednoczone | Zack, Steve        | 1992-12-10     | 211 cm |            |
| 1  | PG   | Polska            | Kolenda, Łukasz    | 1999-07-28     | 191 cm |            |
| 3  | G    | Stany Zjednoczone | Brown, Brandon     | 1989-08-14     | 180 cm |            |
| 5  | G/F  | Polska            | Śmigielski, Piotr  | 1989-09-06     | 190 cm |            |
| 6  | SG   | Polska            | Majewski, Bartosz* | 1997-12-08     | 190 cm |            |
| 8  | PF   | Polska            | Dylewicz, Filip    | 1980-01-25     | 202 cm |            |
| 9  | G/F  | Polska            | Karolak, Jakub     | 1993-09-26     | 196 cm |            |
| 10 | C/F  | Polska            | Stefański, Marcin  | 1983-02-24     | 200 cm |            |
| 11 | G    | /                 | Trotter, Obie      | 1984-02-09     | 185 cm |            |
| 12 | SG   | Polska            | Walda, Sebastian   | 2000-07-28     | 193 cm |            |
| 13 | C    | Polska            | Motylewski, Jakub  | 1995-03-31     | 210 cm |            |
| 21 | SF   | Polska            | Pułkotycki, Patryk | 2000-01-05     | 201 cm |            |
| 22 | G    | Stany Zjednoczone | Love, Jermaine     | 1989-03-27     | 186 cm |            |
| 23 | G/F  | Polska            | Kolenda, Michał    | 1997-03-31     | 200 cm |            |
| 55 | F    | Polska            | Mielczarek, Artur  | 1984-01-25     | 196 cm |            |
| -  | PF   | Polska            | Kulka, Grzegorz    | 1996-04-04     | 205 cm |            |

Trener:  Marcin Kloziński
 Asystenci: Krzysztof Roszyk, Radosław Soja
W trakcie sezonu odeszli: Maciej Żmudzki (23.11.2017), Nikola Marković (5.01.2018), Bartosz Majewski (16.01.2018)

W trakcie sezonu przyszli: Obie Trotter (7.01.2018), Grzegorz Kulka (7.03.2018)

(*) – wypożyczony do Polfarmexu Kutno

### Kadra 2022/2023

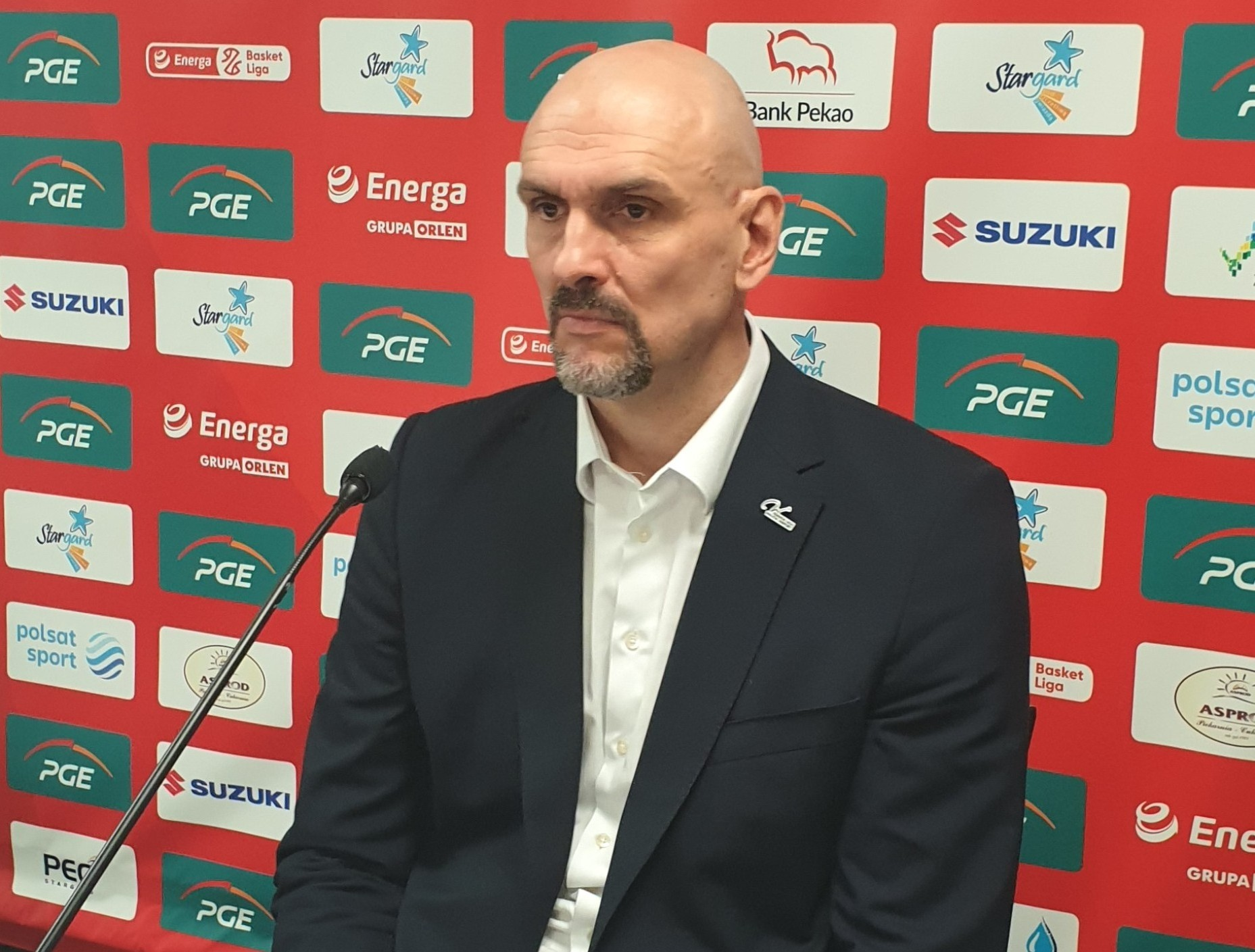
Žan Tabak podczas konferencji (04.03.2023)

### Sezon 2018/19
Skład: Łukasz Kolenda, Ian Baker, Piotr Śmigielski, Ovidijus Varanauskas, Sebastian Walda, Marcin Stefański, Phil Greene IV, Grzegorz Kulka, Sasa Zagorac, Patryk Pułkotycki, Michał Kolenda, Jonte Flowers, Damian Jeszke, Paweł Leończyk, Milan Milovanović, Benjamin Didier-Urbaniak, Sebastian Rompa
Kapitan: Marcin Stefański/Paweł Leończyk
Trener: Marcin Kloziński, Jukka Toijala, Marcin Stefański

### Sezon 2019/2020
Skład: Łukasz Kolenda, Benjamin Didier-Urbaniak, Carlos Medlock, Daniel Ziółkowski, Jeff Roberson, Mateusz Kruszkowski, Martynas Paliukenas, Wiktor Jaszczerski, Mikołaj Kurpisz, Witalij Kowalenko, Nana Foulland, Darious Moten, Michał Kolenda, Błażej Kulikowski, Paweł Leończyk, Sebastian Rompa, Cameron Ayers
Kapitan: Paweł Leończyk
Trener: Marcin Stefański, Krzysztof Roszyk

### Sezon 2020/21
Skład: Łukasz Kolenda, Wiktor Jaszczerski, Daniel Ziółkowski, Nuni Omot, Martynas Paliukenas, TJ Haws, Dominik Olejniczak, Witalij Kowalenko, Patryk Pułkotycki, Darious Moten, Michał Kolenda, Hubert Łałak, Paweł Leończyk, Łukasz Klawa, Karol Gruszecki, Sebastian Rompa, Nikola Radičević
Kapitan: Paweł Leończyk
Trener: Marcin Stefański, Krzysztof Roszyk

### Sezon 2021/22
Skład: Michał Kolenda, Paweł Leończyk, Mateusz Szlachetka, DeAndre Davis, Darrin Dorsey, Karol Gruszecki, Wiktor Jaszczerski, Łukasz Klawa, Hubert Łałak, Darious Moten, Bartosz Olechnowicz, Josh Sharma, Angelo Warner, Daniel Ziółkowski, Yannick Franke, Carl Lindbom, Brandon Young
Kapitan: Paweł Leończyk
Trener: Marcin Stefański, Krzysztof Roszyk, Paweł Turkiewicz

### Skład - sezon 2022/2023
Trefl zdobył puchar polski. 
| Nr | Poz. | Nar.              | Nazwisko i imię      | Data urodzenia | Wzrost | Masa ciała |
| -- | ---- | ----------------- | -------------------- | -------------- | ------ | ---------- |
| 0  | SG   | Stany Zjednoczone | Nevels, Garrett      | 1992-11-26     | 187 cm |            |
| 1  | G    | Polska            | Pluta, Andrzej       | 2000-03-28     | 190 cm |            |
| 3  | PG   | Serbia            | Jovanović, Strahinja | 1996-11-30     | 185 cm |            |
| 5  | G/F  | Belgia            | Salumu, Jean         | 1990-07-26     | 195 cm |            |
| 7  | PF   | Łotwa             | Freimanis, Rolands   | 1988-01-13     | 209 cm |            |
| 9  | G/F  | Polska            | Kolenda, Michał      | 1997-03-31     | 200 cm |            |
| 10 | F    | Polska            | Zyskowski, Jarosław  | 1992-07-16     | 203 cm |            |
| 11 | PG   | Stany Zjednoczone | Wells, Cameron       | 1988-09-23     | 185 cm |            |
| 12 | C    | Stany Zjednoczone | Gordon, Wesley       | 1994-07-14     | 206 cm |            |
| 13 | G/F  | Polska            | Jaszczerski, Wiktor  | 2003-09-13     | 189 cm |            |
| 14 | G/F  | Polska            | Kulikowski, Błażej   | 2001-05-21     | 196 cm |            |
| 15 | SF   | Polska            | Gurtatowski, Filip   | 2004-06-15     | 193 cm |            |
| 17 | C    | Chorwacja         | Radić, Ivica         | 1990-09-08     | 208 cm |            |
| 18 | PG   | Polska            | Malesa, Jan          | 2000-06-01     | 187 cm |            |
| 19 | PF   | Polska            | Urbaniak, Jakub      | 2003-02-15     | 205 cm |            |
| 20 | PG   | Polska            | Toczek, Miłosz       | 2005-01-10     | 170 cm |            |
| 21 | F    | Stany Zjednoczone | Moten, Darious       | 1992-08-09     | 202 cm |            |
| 22 | SF   | Polska            | Olechnowicz, Bartosz | 2002-04-20     | 198 cm |            |

Trener:  Żan Tabak
 Asystenci: Krzysztof Roszyk Antonio "Toni" Ten
W trakcie sezonu odeszli: Glynn Watson (22.12.2022), Sebastian Rompa (17.11.2022)

### Sztab szkoleniowy
- Żan Tabak – trener  Chorwacja
- Krzysztof Roszyk - II trener  Polska
- Antonio Toni Ten Lopez de Lerma - II trener   Hiszpania
- Tobiasz Grzybczak - trener przygotowania motorycznego  Polska
- Filip Żmijewski – fizjoterapeuta  Polska
- Kacper Polaczyk - kierownik drużyny  Polska
- Janek Nyckowski - lekarz drużyny  Polska

### Skład - sezon 2023/2024
Stan na 22 czerwca 2024 na podstawie.
| Nr | Poz. | Nar.              | Nazwisko i imię     | Data urodzenia | Wzrost | Masa ciała |
| -- | ---- | ----------------- | ------------------- | -------------- | ------ | ---------- |
| 3  | G/F  | Kanada            | Best, Aaron         | 1992-09-01     | 193 cm |            |
| 5  | G    | Stany Zjednoczone | Scruggs, Paul       | 1998-03-09     | 196 cm |            |
| 9  | G/F  | Polska            | Jaszczerski, Wiktor | 2003-09-13     | 189 cm |            |
| 10 | G    | Węgry             | Varadi, Benedek     | 1995-02-05     | 196 cm |            |
| 11 | PG   | Polska            | Musiał, Jakub       | 1998-07-27     | 185 cm |            |
| 12 | C/F  | Polska            | Witliński, Mikołaj  | 1995-12-02     | 208 cm |            |
| 13 | PG   | Polska            | Schenk, Jakub       | 1994-07-29     | 184 cm |            |
| 14 | C/F  | Belgia            | Van Vliet, Andy     | 1995-07-27     | 213 cm |            |
| 15 | F    | Polska            | Zyskowski, Jarosław | 1992-07-16     | 203 cm |            |
| 32 | C    | Stany Zjednoczone | Groselle, Geoffrey  | 1993-02-12     | 213 cm |            |
| 34 | F    | Stany Zjednoczone | Barnes, Auston      | 1991-03-01     | 203 cm |            |
| 35 | SF   | Polska            | Gurtatowski, Filip  | 2004-06-15     | 193 cm |            |
| 36 | PG   | Polska            | Toczek, Miłosz      | 2005-01-10     | 170 cm |            |

Trener:  Żan Tabak
 Asystenci: Radosław Soja
W trakcie sezonu odeszli: Błażej Kulikowski (10.11.2023), Szymon Tomczak (23.02.2024)

### Skład - sezon 2024/2025
Trefl zajął 3 miejsce w PLK i wystąpił w rozgrywkach Eurocup.
| Nr | Poz. | Nar.              | Nazwisko i imię     | Data urodzenia | Wzrost | Masa ciała |
| -- | ---- | ----------------- | ------------------- | -------------- | ------ | ---------- |
| 0  | G/F  | Polska            | Jankowski, Bartosz  | 1996-08-04     | 197 cm |            |
| 3  | G/F  | Kanada            | Best, Aaron         | 1992-09-01     | 193 cm |            |
| 4  | SG   | Stany Zjednoczone | Alleyne, Nahiem     | 2001-07-23     | 193 cm |            |
| 9  | G/F  | Polska            | Jaszczerski, Wiktor | 2003-09-13     | 189 cm |            |
| 11 | SG   | Stany Zjednoczone | Kennedy, Keondre    | 2000-01-17     | 198 cm |            |
| 12 | C    | Polska            | Witliński, Mikołaj  | 1995-12-02     | 208 cm |            |
| 13 | PG   | Stany Zjednoczone | Johnson, Nicholas   | 1992-12-22     | 191 cm |            |
| 15 | F    | Polska            | Zyskowski, Jarosław | 1992-07-16     | 203 cm |            |
| 18 | G    | Polska            | Wadowski, Igor      | 1996-01-18     | 194 cm |            |
| 32 | C    | Polska            | Groselle, Geoffrey  | 1993-02-12     | 213 cm |            |
| 34 | F    | Stany Zjednoczone | Moten, Darious      | 1992-08-09     | 202 cm |            |
| 50 | F    | Stany Zjednoczone | Weathers, Marcus    | 1997-08-05     | 196 cm |            |
| 55 | PG   | Polska            | Schenk, Jakub       | 1994-07-29     | 184 cm |            |

Trener:  Żan Tabak
 Asystenci: Radosław Soja
W trakcie sezonu odeszli: Wojciech Czerlonko (31.03.2025), Andy Van Vliet (02.01.2025), Trey McGowens III (02.12.2024), Jakub Parzeński (26.11.2024), Tarik Phillip (22.11.2024), Andy Van Vliet (02.01.2025)

W trakcie sezonu przyszli: Nahiem Alleyne (22.11.2024), Nicholas Johnson (27.11.2024), Darious Lee Moten (30.12.2024), Keondre Kennedy (09.01.2025), Igor Wadowski (17.03.2025)

## Nagrody i wyróżnienia
| Najlepszy Polski Zawodnik PLK - Filip Dylewicz (2011) - Łukasz Koszarek (2012) Najlepszy Młody Zawodnik PLK - Michał Michalak (2014) Największy Postęp PLK - Adam Waczyński (2011) Najlepszy Rezerwowy PLK - Gintaras Kadžiulis (2010) Najlepszy Trener PLK - Karlis Muiznieks (2012) | I skład PLK - Filip Dylewicz (2011, 2013) - Łukasz Koszarek (2012) - Adam Waczyński (2012, 2014) - John Turek (2012) | Uczestnicy meczu gwiazd pl – mecz gwiazd – reprezentacja Polski vs gwiazdy PLK NBL – mecz gwiazd PLK vs NBL rozgrywany w latach 2013–2014 - Iwo Kitzinger (2010, 2010-pl) - Lawrence Kinnard (2010) - Saulius Kuzminskas (2010) - Filip Dylewicz (2011, 2012, 2013-NBL) - Adam Waczyński (2011) - John Turek (2012) - Łukasz Koszarek (2012) - Łukasz Wiśniewski (2012) - Adam Waczyński (2014-NBL) |

Uczestnicy konkursu rzutów za 3 punkty PLK
- Łukasz Koszarek (2012)
- Łukasz Wiśniewski (2012)
- Adam Waczyński (2014-NBL)

## Obcokrajowcy
Stan na 15 sierpnia 2025.

- Cliff Hawkins  (2009)
- Gintaras Kadžiulis  (2009–2010)
- Saulius Kuzminskas  (2009–2010, 2011–2012)
- Lawrence Kinnard  (2009–2011)
- Giorgi Cincadze  (2009–2010)
- Giedrius Gustas  (2010–2011)
- Slobodan Ljubotina  (2010–2011)
- Dragan Ćeranić  (2010–2011)
- Lorinza Harrington  (2010–2011, 2012–2013)¹
- John Turek  (2011–2012)
- Vonteego Cummings  (2011–2012)¹
- Jamelle Horne  (2011–2012)
- Jermaine Mallett  (2011–2012)
- Chris Burgess  (2011–2012)
- Ronald Davis  (2012–2013)
- Sime Spralja  (2012–2013)
- Maurice Acker  (2012)
- Kurt Looby  (2012–2013)
- Milan Majstorović  (2013–2014)
- Šarūnas Vasiliauskas  (2013–2015)
- Yemi Gadri-Nicholson  (2013–2014)
- Lance Jeter  (2013–2014)
- Jermaine Beal  (2010)
- Sandis Buskevics  (2010)
- Frank Turner  (2012–2013)
- Simas Buterlevicius  (2013–2014)
- DeShawn Painter  (2014)
- Eimantas Bendzius  (2014–2015)
- Willie Kemp  (2014–2015)
- Tautvydas Lydeka  (2014–2015)
- Bojan Popović  (2014–2015)
- Tyreek Duren  (2015–2016)
- Nenad Misanović  (2015)
- Josip Bilinovac  (2015–2016)
- Anthony Ireland  (2015–2017)
- Ater Majok  (2015–2016)
- Pedja Stamenković  (2016–2017)
- Tyler Laser  (2016–2017)
- Nikola Marković  (2016–2018)
- Stephen Zack  (2017–2018)
- Brandon Brown  (2017–2018)
- Jermaine Love  (2017–2018)
- Obie Trotter / (2018)
- Toney McCray  (2018)
- Vernon Taylor  (2018–2019)
- Milan Milovanović  (2018–2019)
- Ian Baker  (2018–2019)
- Saša Zagorac  (2018–2019)
- Jonte Flowers  (2018–2019)
- Ovidijus Varanauskas  (2019)
- Phil Greene  (2019)
- Cameron Ayers  (2019–2020)
- Carlos Medlock  (2019–2020)
- Jeff Roberson  (2019–2020)
- Nana Foulland  (2019–2020)
- Jack Salt  (2019)²
- Martynas Paliukėnas  (2020–2021)
- Nuni Omot  (2020–2021)
- T.J. Haws  (2020–2021)
- Darious Moten  (2020–2023, 2024-2025)
- Nikola Radičević  (2020–2021)
- Deandre Davis  (2021–2022)
- Darrin Dorsey  (2021–2022)
- Josh Sharma  (2021–2022)
- Angelo Warner  (2021–2022)
- Yannick Franke  (2021–2022)
- Carl Lindbom  (2021–2021)
- Brandon Young  (2021–2022)
- Rolands Freimanis  (2022–2023)
- Wesley Gordon  (2022–2023)
- Strahinja Jovanović  (2022–2023)
- Garrett Nevels  (2022–2023)
- Ivica Radić  (2022–2023)
- Jean Salumu  (2022–2023)
- Cameron Wells  (2022–2023)
- Glynn Watson  (2022)
- Auston Barnes  (2023-2024)
- Aaron Best  (2023-2025)
- Geoffrey Groselle / (2023-2025)
- Paul Scruggs  (2023-2024, 2025-)
- Andy Van Vliet  (2023-2025)
- Benedek Varadi  (2023-2024)
- Trey McGowens III  (2024)
- Tarik Phillip  (2024)
- Marcus Weathers  (2024-2025)
- Nahiem Alleyne  (2024-2025)
- Keondre Kennedy  (2025)
- Nicholas Johnson  (2024-2025)
- Kasper Suurorg  (2025-)
- Raymond Cowels  (2025-)
- Kenny Goins  (2025-)
- Brandon Sampson  (2025-)

¹ – zawodnicy z wcześniejszym doświadczeniem w NBA

² – zawarł umowę, ale nie stawił się w klubie w terminie z powodu problemów zdrowotnych.